# Stiphrometasia
Stiphrometasia és un gènere d'arnes de la família Crambidae.

## Taxonomia
- Stiphrometasia monialis (Erschoff, 1872)
- Stiphrometasia pavonialis (Walsingham & Hampson, 1896)
- Stiphrometasia petryi Amsel, 1935
- Stiphrometasia pharaonalis Caradja, 1916
- Stiphrometasia sancta (Hampson, 1900)